# NGC 5334
NGC 5334 (другие обозначения — IC 4338, UGC 8790, MCG 0-35-24, ZWG 17.88, IRAS13502-0051, PGC 49308) — спиральная галактика с перемычкой (SBc) в созвездии Дева.
Этот объект входит в число перечисленных в оригинальной редакции «Нового общего каталога».
В галактике зафиксирована вспышечная звездная активность по типу Эта Киля.